# Cantón de Bouaye
El cantón de Bouaye era una división administrativa francesa, que estaba situada en el departamento de Loira Atlántico y la región de Países del Loira.

## Composición
El cantón estaba formado por cinco comunas, más un fracción de otra:
- Bouaye
- Brains
- Rezé (fracción)
- Pont-Saint-Martin
- Saint-Aignan-Grandlieu
- Saint-Léger-les-Vignes

## Supresión del cantón de Bouaye
En aplicación del Decreto n.º 2014-243 de 25 de febrero de 2014, el cantón de Bouaye fue suprimido el 22 de marzo de 2015 y sus 6 comunas pasaron a formar parte; cuatro del nuevo cantón de Rezé-1 , una del nuevo cantón de Saint-Philbert-de-Grand-Lieu y la fracción de la comuna comprendida en este cantón se unió con la otra fracción para que, por medio de una reestructuración cantonal, fueran creados los nuevos cantones de Rezé-1  y Rezé-2.